# SpaceIL
SpaceIL è un'organizzazione israeliana fondata nel 2011 per partecipare alla competizione Google Lunar X Prize per atterrare con una sonda sulla Luna.  SpaceIL è riuscita a lanciare con successo il suo lander Beresheet il 21 febbraio 2019, che tuttavia ha avuto un problema all'atto di effettuare una manovra di orientamento. La missione prevedeva di misurare il campo magnetico locale della Luna che potrebbe aiutare a capire come si sia formato e trasportava una "capsula del tempo" digitale contenente l'intera Wikipedia e una Bibbia. Beresheet è stato il primo velivolo spaziale di Israele a viaggiare oltre l'orbita terrestre e avrebbe dovuto essere il primo lander privato ad atterrare sulla Luna. Il lander si schiantò sulla superficie l'11 aprile circa alle 19:00 UTC.

## Beresheet

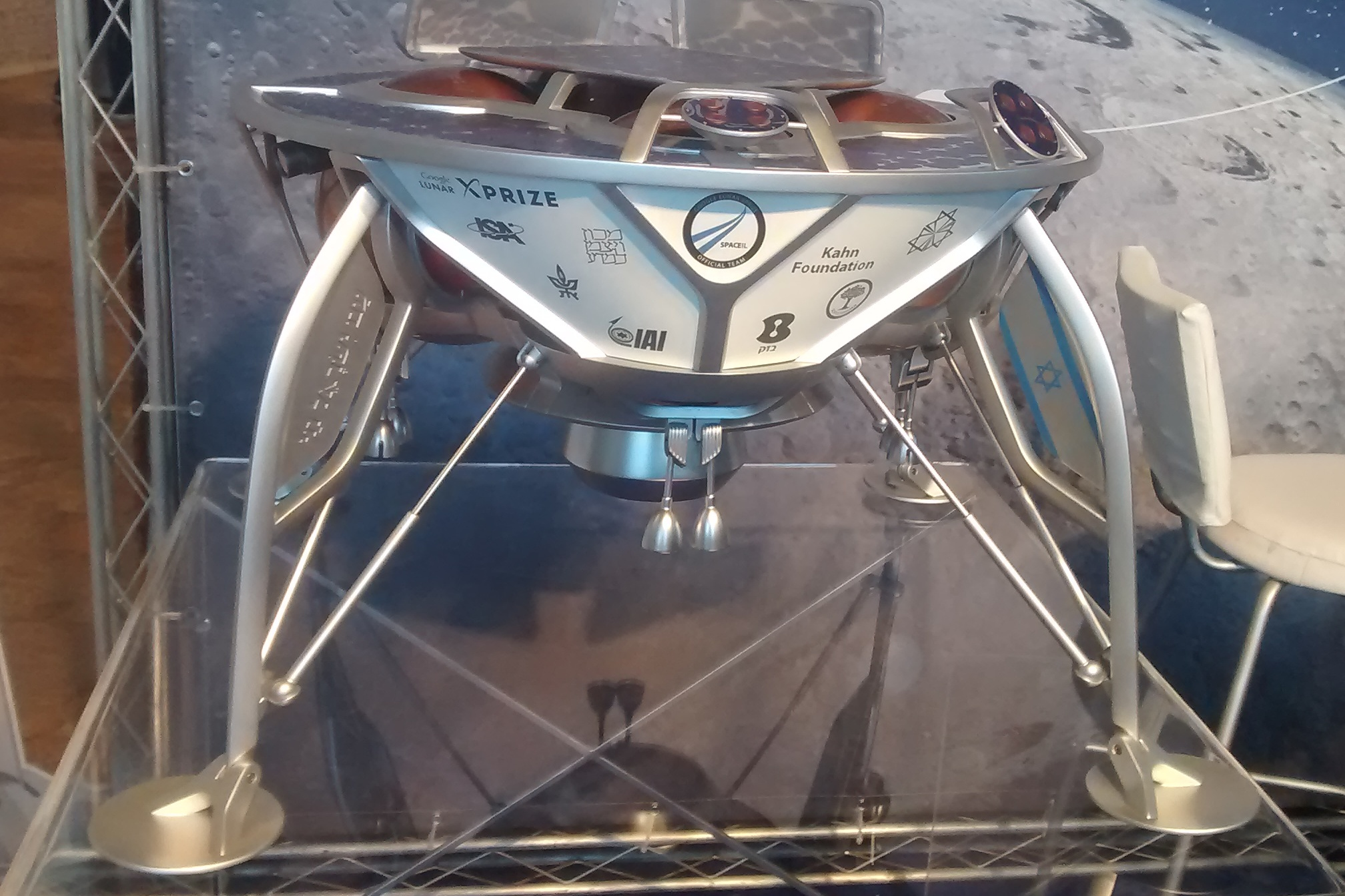
Un modello della sonda Beresheet, in origine chiamata Sparrow, che è stata presentata al 66° IAC nell'ottobre 2015

Beresheet era un piccolo modulo scientifico lander, destinato all'atterraggio morbido sul suolo lunare.
Alla sonda era stato dato il precedente nome di Sparrow, passero. Nel dicembre del 2018, gli fu data la denominazione ufficiale di Beresheet (ebraico: בְּרֵאשִׁית, lett. In principio, capoverso del libro della "Genesi") . Aveva un peso a vuoto di 150 kg, che arrivava a un massimo di 585 kg con il pieno di carburante. Le sue dimensione erano paragonabili a quelle di una lavatrice. Le comunicazioni erano possibili con sette stazioni terrestri. Il centro del Controllo Missione era presso la Israel Aerospace Industries a Yehud, in Israele. L'11 aprile 2019 alle ore 21:25 circa in Italia il lander si è ufficialmente schiantato sul suolo lunare a causa di un guasto al motore in fase di avvicinamento.

### Payload
Il veicolo trasportava una "capsula del tempo" digitale che conteneva più di 30 milioni di pagine di dati, tra cui una copia in inglese di Wikipedia, una della Torah, dei disegni di bambini e un libro per l'infanzia ispirato all'esplorazione spaziale. Si andavano ad aggiungere le memorie di un superstite dell'Olocausto, l'inno nazionale israeliano (Hatikvah), la bandiera dell'Israele, e una copia della Dichiarazione d'indipendenza israeliana.
Il suo carico utile scientifico comprendeva un magnetometro, fornito dall'Istituto Weizmann, per misurare il campo magnetico lunare, e una serie di catarifrangenti laser, forniti dal Goddard Space Flight Center, per permettere una misurazione precisa della distanza Terra–Luna.

### Atterraggio fallito
L'11 aprile 2019, circa alle 19:00 UTC, il lander cominciò la procedura di uscita dall'orbita e atterraggio. Pochi minuti prima dell'atterraggio previsto, il controllo missione ricevette un "autoscatto" dalla sonda con la superficie lunare sullo sfondo. Durante la frenata nell'avvicinamento al sito di atterraggio, il motore principale del veicolo smise di funzionare. Il motore fu riavviato in seguito a un reset del sistema; tuttavia, il veicolo aveva ormai perso troppi metri di altitudine per rallentare sufficientemente la discesa. Il veicolo arrivò sulla superficie, ma a una velocità e un angolo che non permettevano un atterraggio morbido. Essendosi schiantato, le comunicazioni con il lander finirono. SpaceIL annunciò il fallimento alle 19:25 UTC. I valori finali della telemetria sugli schermi del controllo missioni mostravano un'altitudine di 149 m, e velocità orizzontali e verticali rispettivamente di 946,7 m/s e −134 m/s.

## Beresheet 2
Il 25 novembre 2019 è stato annunciato che la Luna sarebbe effettivamente l'obiettivo di una nuova missione chiamata Beresheet 2 e che SpaceIL prevede di inviare un altro lander su Marte. Per la missione lunare SpaceIL ha comunicato che Beresheet 2 sarà costituita da un orbiter e due lander, ognuno per emisfero lunare.
Nel 2025 SpaceIL ha annunciato d'aver sospeso lo sviluppo per la seconda missione verso la Luna, non avendo ottenuto i finanziamenti necessari previsti.